# دين كامبل
دين كامبل (بالإنجليزية: Dane Campbell)‏ هو لاعب دوري الرغبي أسترالي، ولد في 15 أكتوبر 1984.